# ميناكاتا كوماغوزو
ميناكاتا كوماغوزو (ولد في 28 مايو عام 1867 وتوفي في 29 ديسمبر عام 1941). كان مؤلفًا يابانيًا وعالم أحياء وباحثًا في التاريخ الطبيعي والأعراق والبشرية.

## سيرته الذاتية
وُلد ميناكاتا في مدينة واكاياما التابعة لمحافظة واكاياما اليابانية. انتقل إلى طوكيو في عام 1883، حيث التحق بإعدادية كيوريو غاكو. شجع مدير المدرسة تاكاشي كوريكيو ميناكاتا في دراساته حول النباتات، وحفّز اهتمامه باللغة الإنجليزية. في السنة التالية، تجاوز ميناكاتا امتحان الدخول إلى المدرسة التحضيرية لجامعة طوكيو، وكان من ضمن طلاب دفعته الروائي ناتسومي سوسيكي.
في نهاية عام 1886، انطلق ميناكاتا للدراسة في الولايات المتحدة. وصل إلى فرانسيسكو في يناير من السنة التالية، ودرس فيها لنحو 6 أشهر. ثم انتقل إلى كلية الزراعة التابعة لجامعة ولاية ميشيغان، حيث قُبل فيها، وأصبح أول ياباني يجتاز امتحان القبول. لم تكن تلك سوى خطوات ميناكاتا الأولى للسفر حول العالم والدراسة في كل من كوبا وهايتي (بنما حاليًا) وفنزويلا وإنجلترا قبل عودته إلى اليابان.
بالإضافة إلى دراساته المتعلقة بالعفن الغروي، أبدى ميناكاتا اهتمامًا بالتراث الشعبي والدين والتاريخ الطبيعي. كتب العديد من الأوراق البحثية، نشر 51 منها في مجلة نيتشر. يُعرف ميناكاتا باكتشافه أنواعًا عديدة من الميسيتوزوا (صنف من الطلائعيات).
كان ميناكاتا مصابًا بالصرع ويعاني من نوبة توترية رمعية (نوبة الصرع الكبرى). كان قادرًا على التنبؤ بمتى سيصاب بنوبة الصرع تبعًا لإحساس لديه شبيه بالديجا فو.

## حياته
عاد ميناكاتا كوماغوزو أدراجه إلى اليابان في عام 1900 بعد 14 عامًا من تجربة دراسة فريدة من نوعها قضى أغلبها بين الولايات المتحدة وإنجلترا. استقر في محافظة واكاياما، مكان ولادته، حتى وفاته في عام 1941. عاش في مدينة تانابي بين عامي 1904 و1941. كرّس ميناكاتا حياته للدراسات المتعلقة بالتاريخ الطبيعي والفلكلور، وساهم بعدد من المقالات لمجلة نيتشر ومجلتي نوتس وكويريز الفلكلورية البريطانية. اشتهر بنشاطه في الاحتجاجات اليابانية ضد سياسة دمج الأضرحة إضافةً إلى الحركة اليابانية للحفاظ على البيئة. اكتسب ميناكاتا مرتبةّ رفيعة بوصفه «عالمًا عظيمًا دون شهادة» وكان محبوبًا من قبل العامّة الذين أطلقوا عليه اسم «المعلم ميناكاتا» أو «السيد ميناكاتا»، بينما رآه بعض الآخرين شخصًا غريب الأطوار. بعد 60 عامًا من وفاته، وُضّحت انجازات وتاريخ حياة ميناكاتا عبر عدد من الكتب والأوراق البحثية من بينها «الأعمال الكاملة لميناكاتا كوماغازو ويومياته»، وما زال البحث مستمرًا.

### طفولته وحياته في طوكيو
ولد ميناكاتا في مدينة واكاياما في 15 أبريل عام 1867، وكان الطفل الثاني لتاجر يدعى ياهاي ميناكاتا عمره 39 عامًا وزوجته سومي البالغة من عمرها 30 عامًا، وتربّى بين ثلاثة صبية وفتاتين. امتلك منذ طفولته شغفًا بالعالم الطبيعي وأظهر امتلاكه لذاكرة مدهشة. تمكن في عمر السابعة من إعادة كتابة موسوعة كاملة بعد حفظها.
أرسله والده إلى مدرسة واكاياما المتوسطة المُفتتحة حديثًا من أجل تنمية موهبته، والتي كان من غير المألوف انتساب ابن تاجر إليها. نما تعطش ميناكاتا للعلم أكثر فأكثر، إذ كان يعيد كتابة الروايات الصينية والكتب التي كان يقرؤها عن ظهر قلب. نسخ واكاياما موسوعة «واكان سانساي زو» المؤلفة من 105 مجلد، وكتاب علم النباتات المُصوّر «هونزو كوموكو»، كانت واقعة مميزة في عصره لفترة دامت 5 سنوات. كان يُنهي غداءه مبكرًا ليدرس ضفدعًا أو سلطعونًا وضعه في علبة طعامه الفارغة.
بعد تخرجه من المدرسة المتوسطة، انتقل إلى طوكيو في شهر مارس من عام 1883. والتحق في السنة التالية بالمدرسة التحضيرية التابعة لجامعة طوكيو. كان من بين زملائه ماساوكا شيكي وبيميو يامادا اللذان أصبحا لاحقًا شخصيتين بارزتين في الأدب الياباني. لم يبدي واكايما اهتمامًا كبيرًا بالمدرسة وقضى معظم وقته خارج الجامعة ينسخ الكتب في المكتبات ويزور حدائق الحيوانات والنباتات ويجمع التُّحف والحيوانات والنباتات والمعادن. بعد أن جمع كل من العالمين مايلز بيركلي وموسيس كيرتس 6000 نوع من الفطريات بما فيها العفن الغروي، قرر ميكاتا الخروج بكتاب مصوّر يغطي مواضيع أكثر تنوّعًا. في شهر فبراير من عام 1886، وبعد فشله في امتحان نهاية العام، عاد مينكاتا إلى المنزل ليخبر والده بنيّة السفر إلى أمريكا، لم يكن على أبيه سوى أن يشجعه ويتركه ليشق طريقه.

### سنواته في الولايات المتحدة
وصل ميناكاتا إلى مدينة بكين في يوكوهاما في شهر ديسمبر من عام 1886. في الشهر التالي، وصلت الباخرة إلى سان فرانسيسكو، وبدأ دراسته في كلية الأعمال ليكتسب خبرة عن الحياة في أمريكا (لم تكن إدارة الأعمال مادته المفضلة).
في شهر أغسطس من عام 1887، انتقل إلى لانسينغ في مدينة ميشيغان والتحق بكلية الزراعة التابعة لجامعة ميشيغان. ذات ليلة من شهر نوفمبر عام 1888، وقع ميناكاتا في ورطة لإسرافه بشرب الكحول برفقة مجموعة من أصدقائه الأمريكيين واليابانيين في السكن الجامعي. وتحمل لوحدة المسؤولية دون البقية، ليغادر في صبيحة اليوم التالي إلى آن آربور.
التقى ميناكاتا خلال مكوثه في آن آربور مجموعة من الطلبة اليابانيين اللامعين. في حين بقائه برفقتهم، بقي بعيدًا عن الدراسة الجامعية، والتزم بقراءة الكتب وجمع النباتات من الجبال، وبالأخص النباتات البوغية والفطور والأشنيات.
في شهر أكتوبر من عام 1889، قرأ سيرة عالم الطبيعة السويسري كونارد جيسنر وواحد من رواد علم الأحياء الحديث، وقطع عهدًا على نفسه بأن يكون بمثابة جيسنر الياباني، وهو ما حققه بعد بدئه رحلة البحث عن النباتات البوغية.
عند سماعه من ويليام كالكينز، وهو عقيد متقاعد في الجيش الأمريكي وجامع للأشنيات، بوجود العديد من النباتات غير المكتشفة حتى ذلك الوقت في فلوريدا، عزم ميناكاتا على الرحيل. في شهر أبريل من عام 1891، رحل ميناكاتا إلى جاكسونفيل وبحوزته مجهران وكتبه ومسدس ومصائد للحشرات، إضافة إلى علبة أدوية ومكبس للنباتات (لتجفيف العينات النباتية). جمع النباتات والحيوانات لدى مكوثه برفقة جيانغ، وهو رجل صيني ودود يعمل كأمين مستودع للخضراوات. بعد ثلاثة أشهر من العمل الدؤوب في جمع النباتات والحيوانات، انتقل إلى مدينة كي ويست في فلوريدا، ثم إلى هافانا في كوبا في منتصف شهر سبتمبر.
بعد قضائه شهرًا في هافانا، زاره راكب فيلة ياباني يعمل في السيرك. حمل إليه ذلك اللقاء مغامرات جديدة تضمنت الترحال بين بورت أو برانس وكاراكاس وبالنشيا وجامايكا، وعمل خلال تلك المدة كمساعد في تدريب فيلة السيرك. سمحت له هذه الرحلات بجمع الفطور الثمينة والأشنيات من جزر الهند الغربية. في شهر يناير من عام 1892، عاد ميناكاتا إلى جاكسونفيل وقضى وقته في العمل على النباتات التي جمعها من فلوريدا وكوبا خلال الوقت الذي قضاه برفقة جيانغ. عندما فرغ جيانغ من عمله في شهر أغسطس، انتقل ميناكاتا إلى نيويورك. في شهر سبتمبر وضع حدًا للسنوات الستة التي قضاها في الولايات المتحدة، وحط رحاله على سفينة «مدينة نيويورك» متّجهًا إلى المملكة المتحدة.

### سنواته الأخيرة
اندلعت الحرب الصينية-اليابانية في عام 1937، ومع ارتفاع وتيرة الحرب، باتت حياة الناس في حالة من الفقر والعجز، ولم يكن ميناكاتا استثناءً لذلك، خاصة بعد فقده لأحد أصدقائه القدامى. بدأت صحته بالتدهور تدريجيًا ولازم الفراش. على الرغم من انهياراته المتعددة، تابع عمله لإكمال كتابه «نيون»؛ دليل مصوّر للفطور اليابانية، إضافةً إلى كتابة الملاحظات وإعطاء النصائح لزملائه.
في شهر ديسمبر من عام 1941، وبعد فترة قصيرة من اندلاع حرب المحيط الهادئ، كان ميناكاتا في حالة صحية خطرة. غمغم في 29 ديسمبر من ذات العام قائلًا: «أستطيع رؤية زهور وردية تتفتح في السقف»، ووافته المنية عن عمر ناهز 75 عامًا بحياة مليئة بالصعوبات والنجاح. دُفن في معبد كوزانجي في مدينة تانابي المطلة على جزيرة كاشيما.

## روابط خارجية
- ميناكاتا كوماغوزو على موقع ميوزك برينز (الإنجليزية)